# Azhdarcho lancicollis
L'azdarco (Azhdarcho lancicollis) è un rettile volante estinto, appartenente agli pterosauri. Visse nel Cretaceo superiore (Turoniano – Coniaciano, circa 90 milioni di anni fa). I suoi resti sono stati ritrovati in Asia centrale (Uzbekistan).

## Descrizione
Conosciuto per elementi sparsi dello scheletro, questo pterosauro era caratterizzato principalmente dall'enorme sviluppo delle vertebre cervicali (da qui l'epiteto specifico lancicollis, che significa "dal collo a lancia"). Queste vertebre erano eccezionalmente allungate e si articolavano fra loro in una maniera piuttosto rigida. Le ali, benché poco note, dovevano essere piuttosto ampie e l'apertura alare dell'animale doveva superare gli otto metri.

## Classificazione
Descritto per la prima volta nel 1984 da L. A. Nessov, questo pterosauro è stato inizialmente accostato agli pteranodontidi (Pteranodontidae), principalmente a causa delle dimensioni e della forma slanciata delle vertebre. Nessov notò che anche altri pterosauri possedevano caratteristiche simili, e coniò per queste forme la sottofamiglia Azhdarchinae, che comprendeva anche Quetzalcoatlus e Arambourgiania (allora noto come Titanopteryx). In seguito, altri autori riconobbero lo status di famiglia agli azdarchidi, a causa delle rilevanti differenze rispetto agli pteranodontidi. Il nome Azhdarcho deriva da quello di un drago della mitologia uzbeca.

## Stile di vita
Nella descrizione originale di Azhdarcho, Nessov mise in luce la particolare articolazione delle vertebre; queste dovevano conferire una mobilità molto limitata al collo, e l'animale non poteva ruotarlo ma solo alzarlo e abbassarlo. Nessov ipotizzò quindi che gli azdarchidi si nutrissero in modo molto simile agli odierni becchi a forbice (gen. Rynchops): i loro colli lunghi permettevano alla testa di trovare le prede sott'acqua senza doversi immergere completamente. Recenti ricerche, in ogni caso, hanno dimostrato che un'attività simile richiede un notevole dispendio di energia e alcune specializzazioni anatomiche di cui gli azdarchidi erano sprovvisti.
È possibile che Azdarcho e i suoi parenti cacciassero piccoli animali volatori; lo stesso Nessov, in ogni caso, era convinto che questi animali, per poter volare, dovevano vivere in un ambiente dove i venti erano moderati o assenti.